# Centropus melanops
El cucal carinegro, cucal cara negra o cucal de cara negra (Centropus melanops) es una especie de ave cuculiforme de la familia Cuculidae endémica de Filipinas.

## Distribución y hábitat
Se encuentra en las selvas de las islas del sur de las Filipinas.